# Rubiteucris
Rubiteucris es un género con dos especies de plantas con flores perteneciente a la familia Lamiaceae. Es originario del Himalaya hasta Taiwán.

## Especies
- Rubiteucris palmata (Benth. ex Hook.f.) Kudô, Mem. Fac. Sci. Taihoku Imp. Univ. 2: 297 (1929).
- Rubiteucris siccanea (W.W.Sm.) P.D.Cantino, Syst. Bot. 23: 381 (1998 publ. 1999).